# Theretra
Genre
Le genre Theretra regroupe des lépidoptères (papillons) de la famille des Sphingidae, de la sous-famille des Macroglossinae, de la tribu des Macroglossini et de la sous-tribu des Choerocampina.

## Systématique
- Le genre Theretra a été décrit par l’entomologiste allemand Jakob Hübner en 1819[1].
- L’espèce type pour le genre est Sphinx equestris Fabricius, 1793 aujourd’hui reclassée Theretra nessus (Drury, 1773)

### Synonymie
- Oreus Hübner, 1819[2]
- Gnathostypsis Wallengren, 1858[3]
- Hathia Moore, 1882[4]
- Florina Tutt, 1903[5]

### Taxinomie
Liste des espèces
- Theretra alecto (Linnaeus, 1758) — deiléphile candiote.
- Theretra boisduvalii (Bugnion, 1839)
- Theretra cajus (Cramer, 1777)
- Theretra capensis (Linnaeus, 1764)
- Theretra castanea (Moore, 1872)
- Theretra celata (Butler, 1877)
- Theretra clotho (Drury, 1773)
- Theretra gnoma (Fabricius, 1775)
- Theretra hausmanni Eitschberger, 2000
- Theretra incarnata Rothschild & Jordan, 1903
- Theretra indistincta (Butler, 1877)
- Theretra inornata (Walker, [1865])
- Theretra japonica (Boisduval, 1869)
- Theretra jugurtha Boisduval, 1875
- Theretra latreillii (W.S. MacLeay, 1826)
- Theretra manilae Clark, 1922
- Theretra margarita (Kirby, 1877)
- Theretra mercedes Eitschberfer, 2002
- Theretra monteironis (Butler, 1822)
- Theretra natashae Cadiou, 1995
- Theretra nessus (Drury, 1773)
- Theretra oldenlandiae (Fabricius, 1775)
- Theretra orpheus (Herrich-Schäffer, 1854)
- Theretra pallicosta (Walker, 1856)
- Theretra perkeo Rothschild & Jordan, 1903
- Theretra polistratus Rothschild, 1904
- Theretra queenslandi (T.P. Lucas, 1891)
- Theretra radiosa Rothschild & Jordan, 1916
- Theretra rhesus (Boisduval, 1875)
- Theretra silhetensis (Walker, 1856)
- Theretra suffusa (Walker, 1856)
- Theretra tryoni (Miskin, 1891)
- Theretra turneri (T.P. Lucas, 1891)

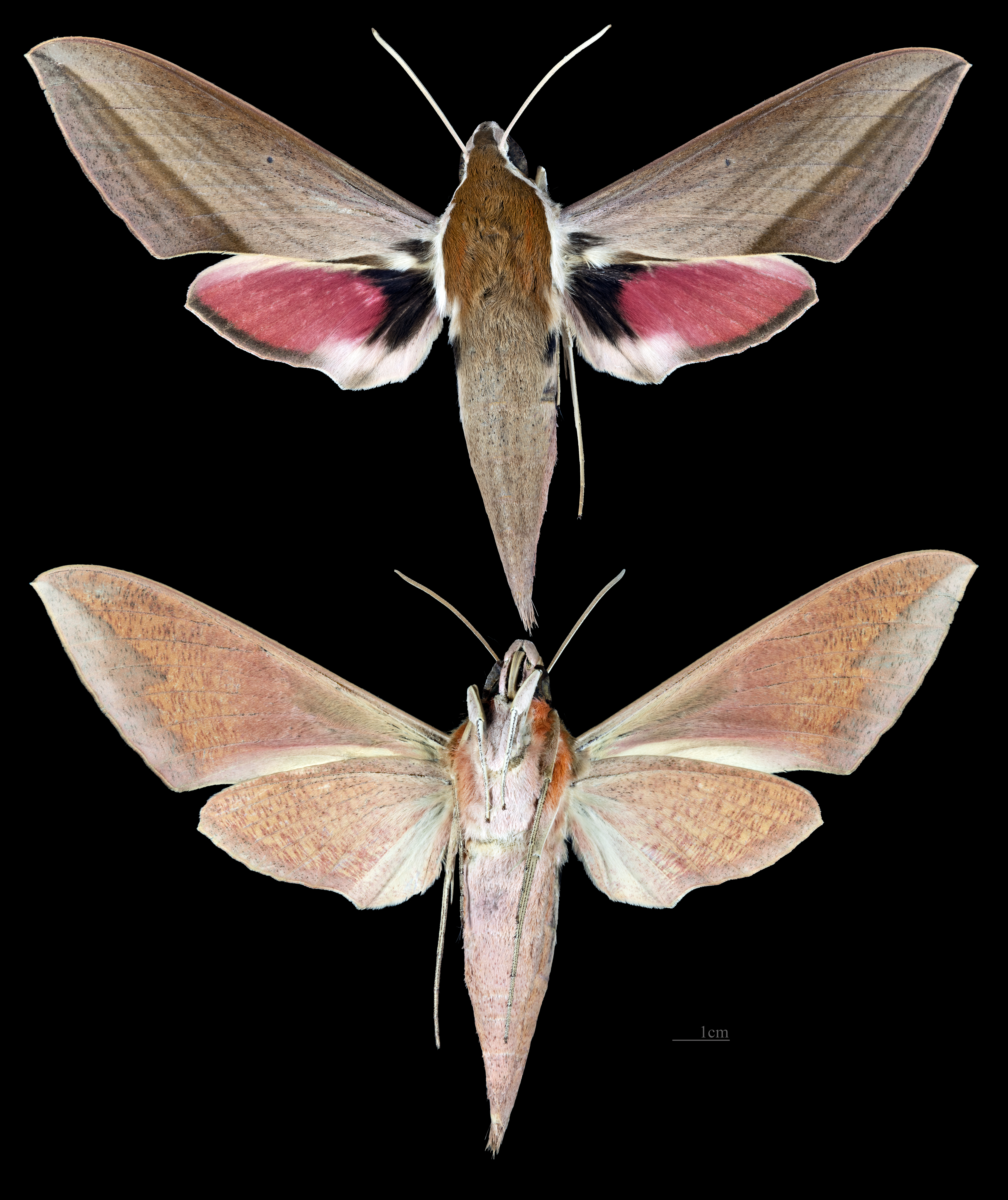
Theretra alecto
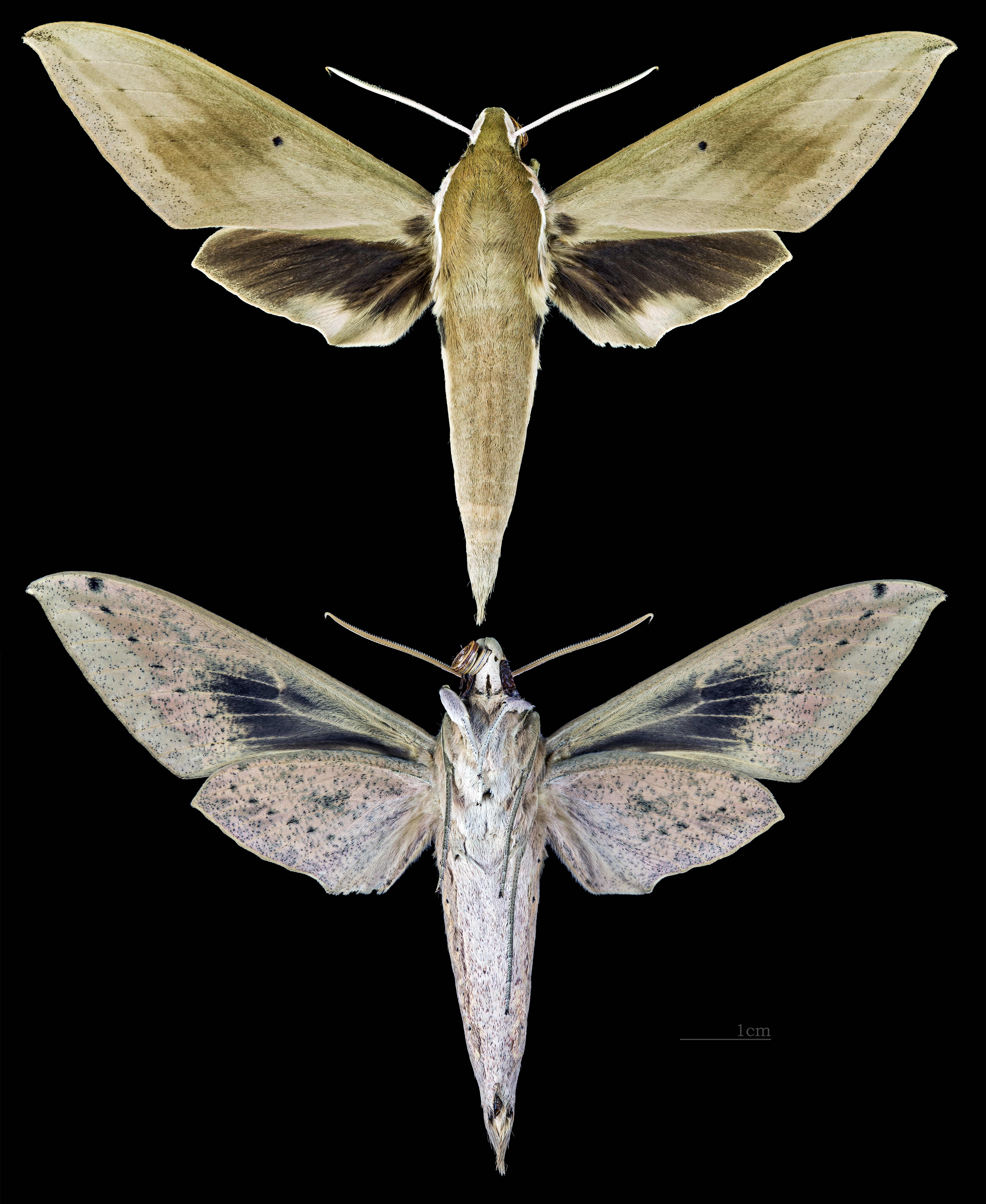
Theretra boisduvalii
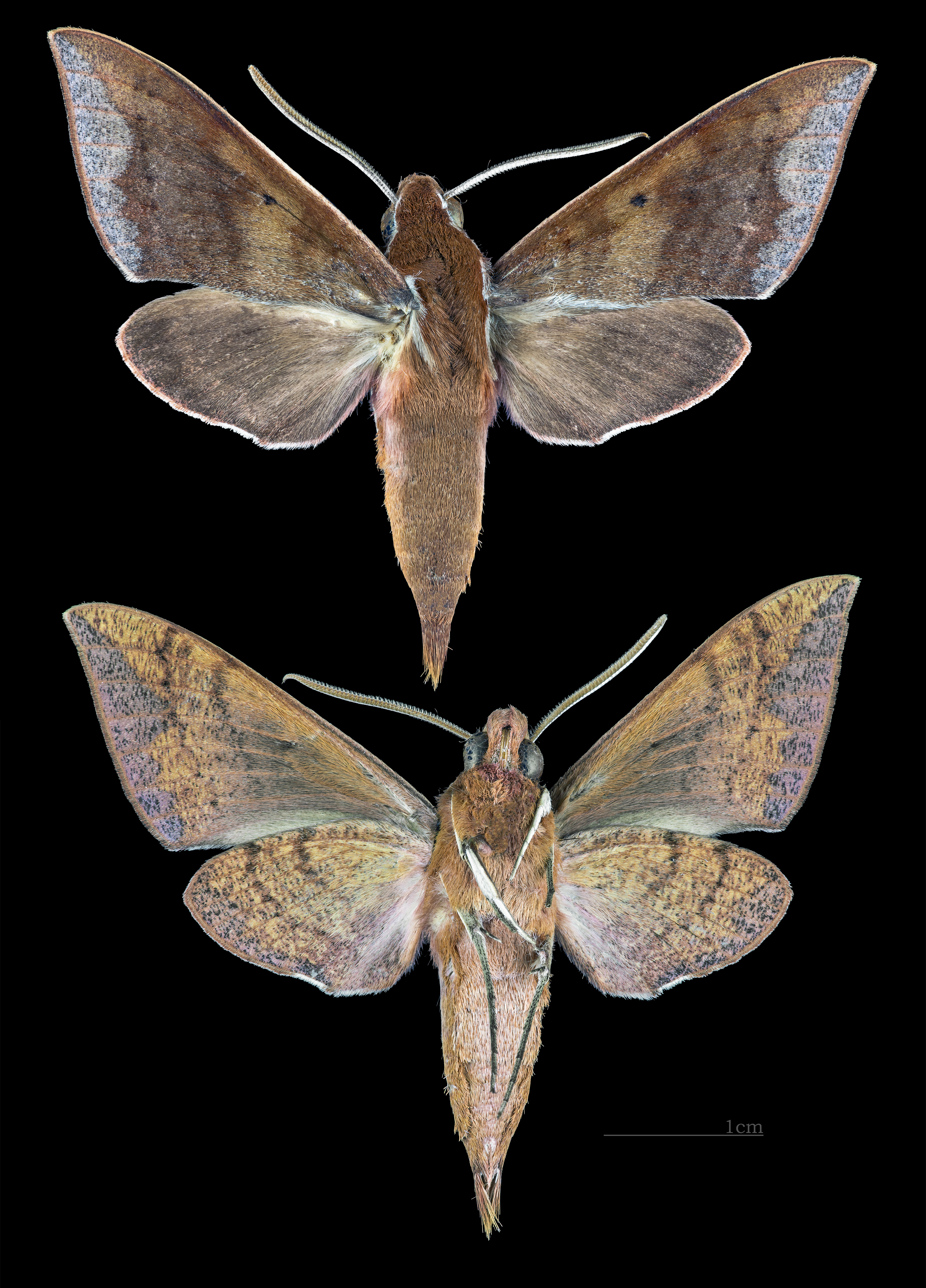
Theretra castanea
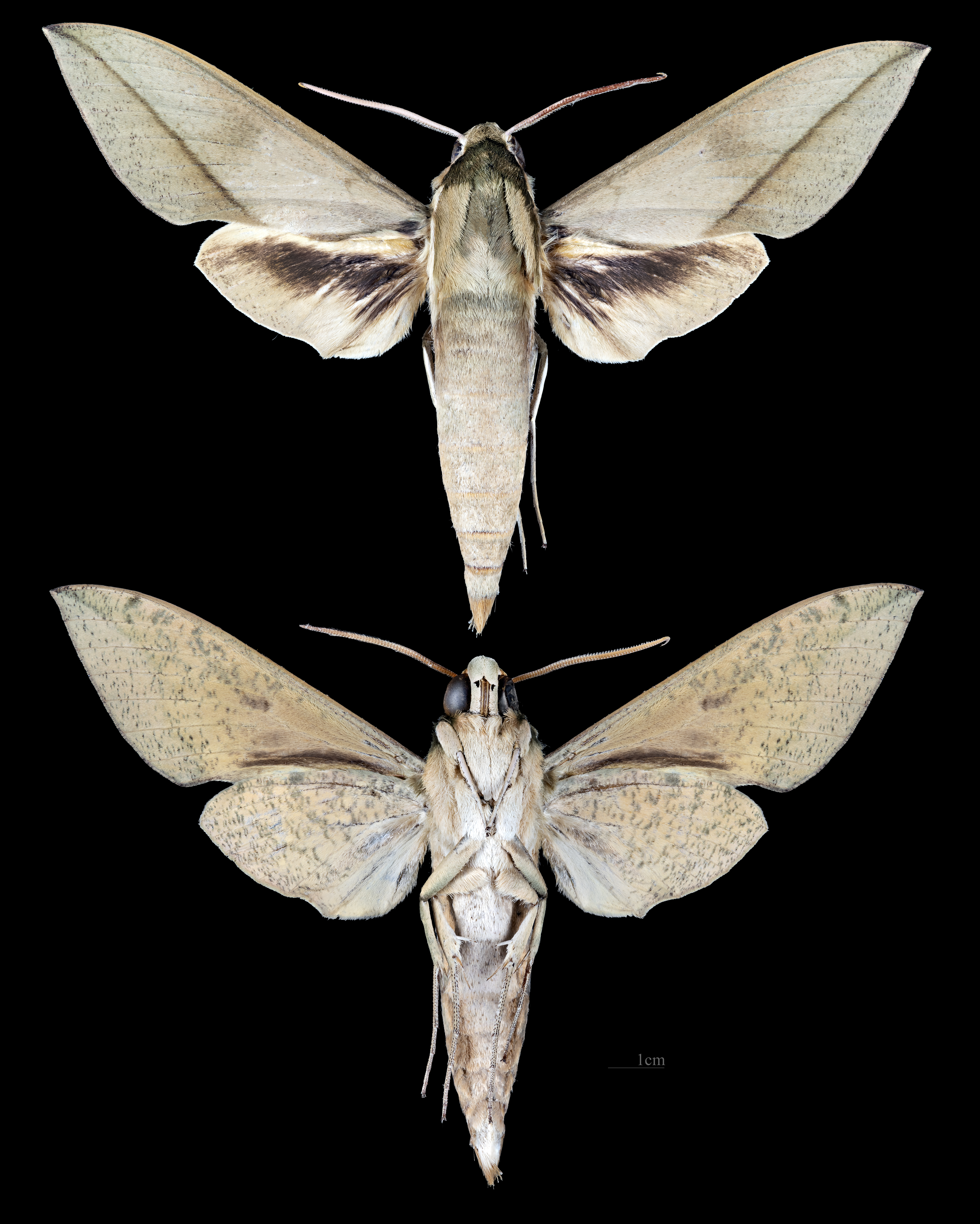
Theretra celata
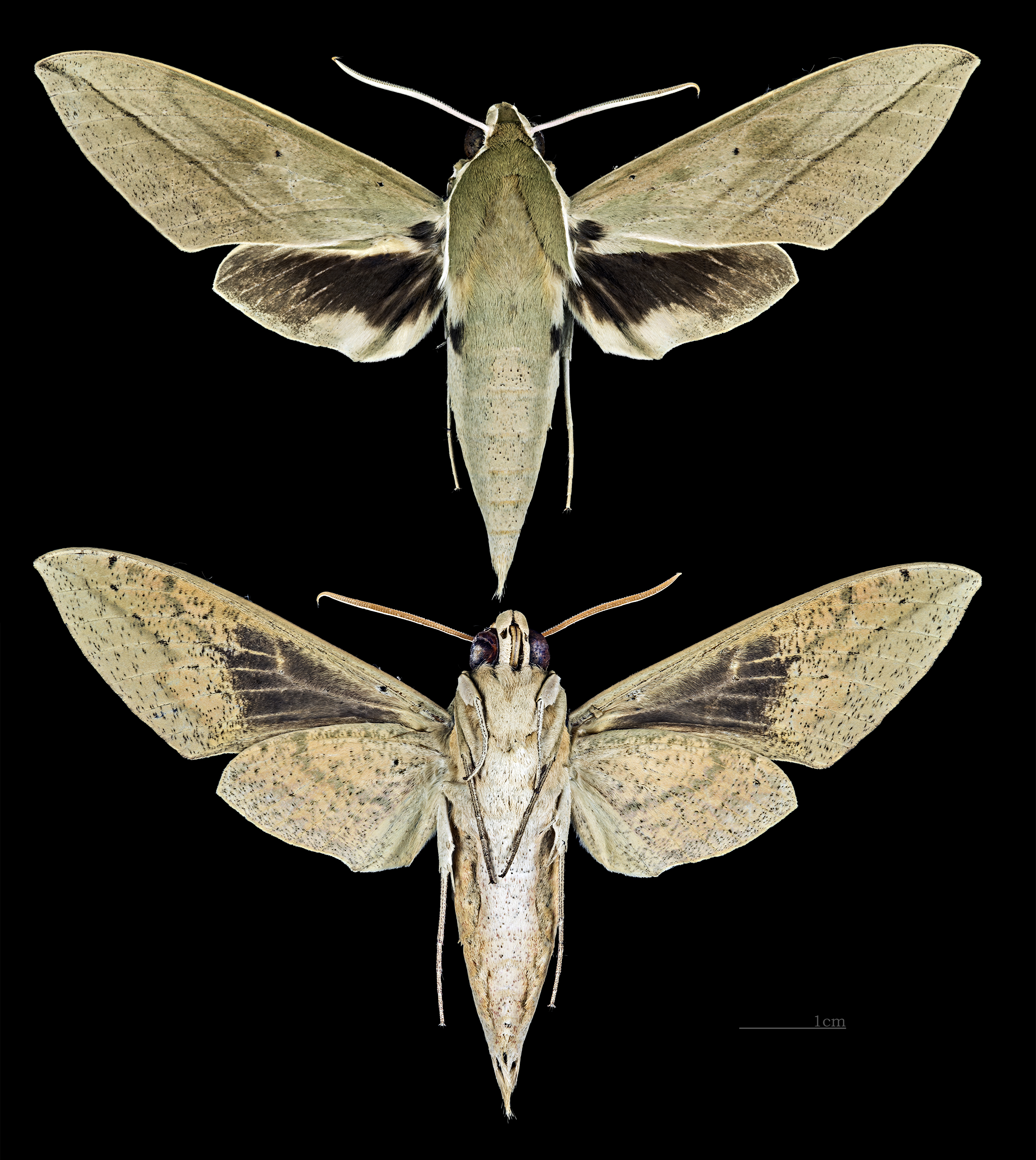
Theretra clotho
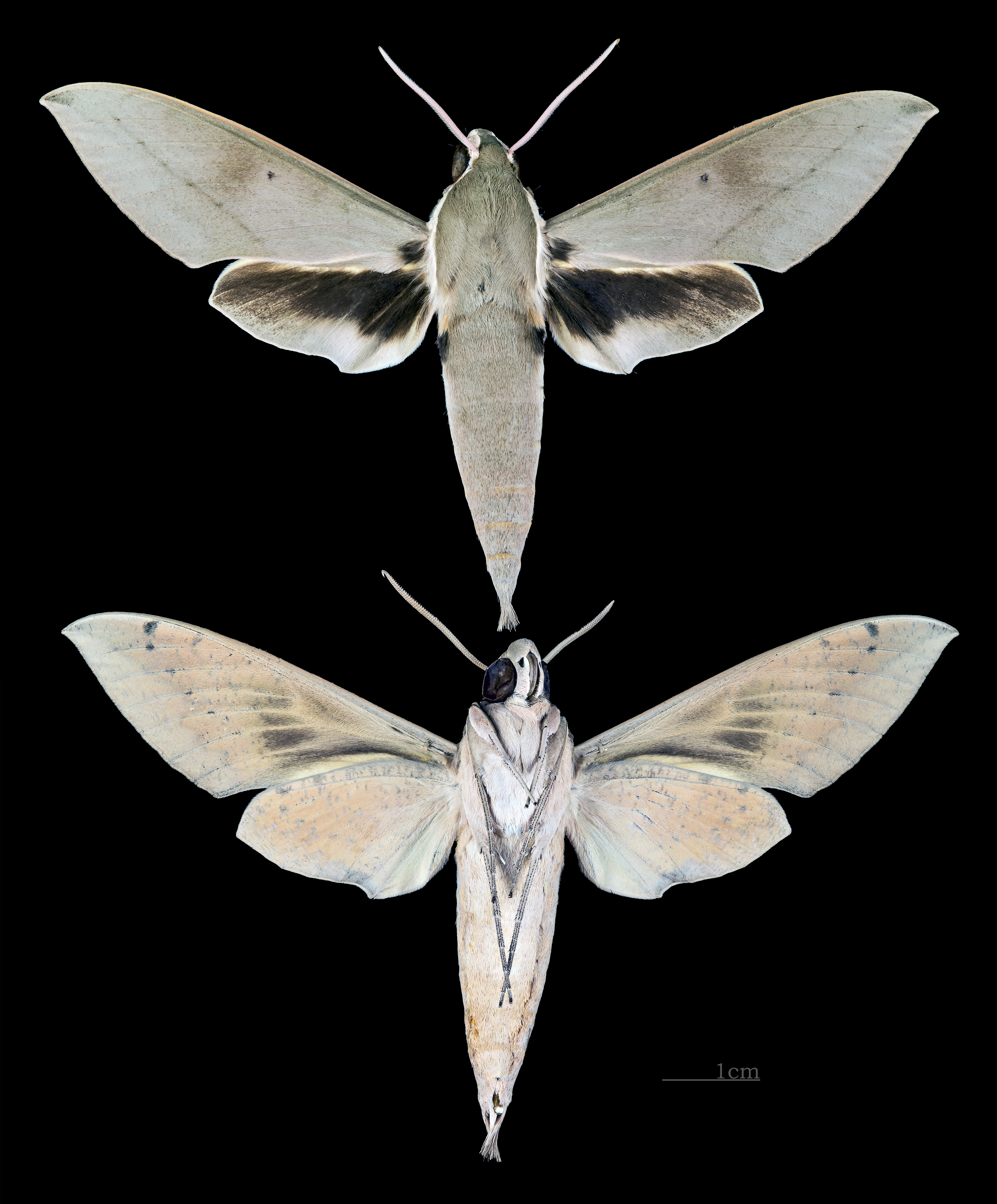
Theretra gnoma
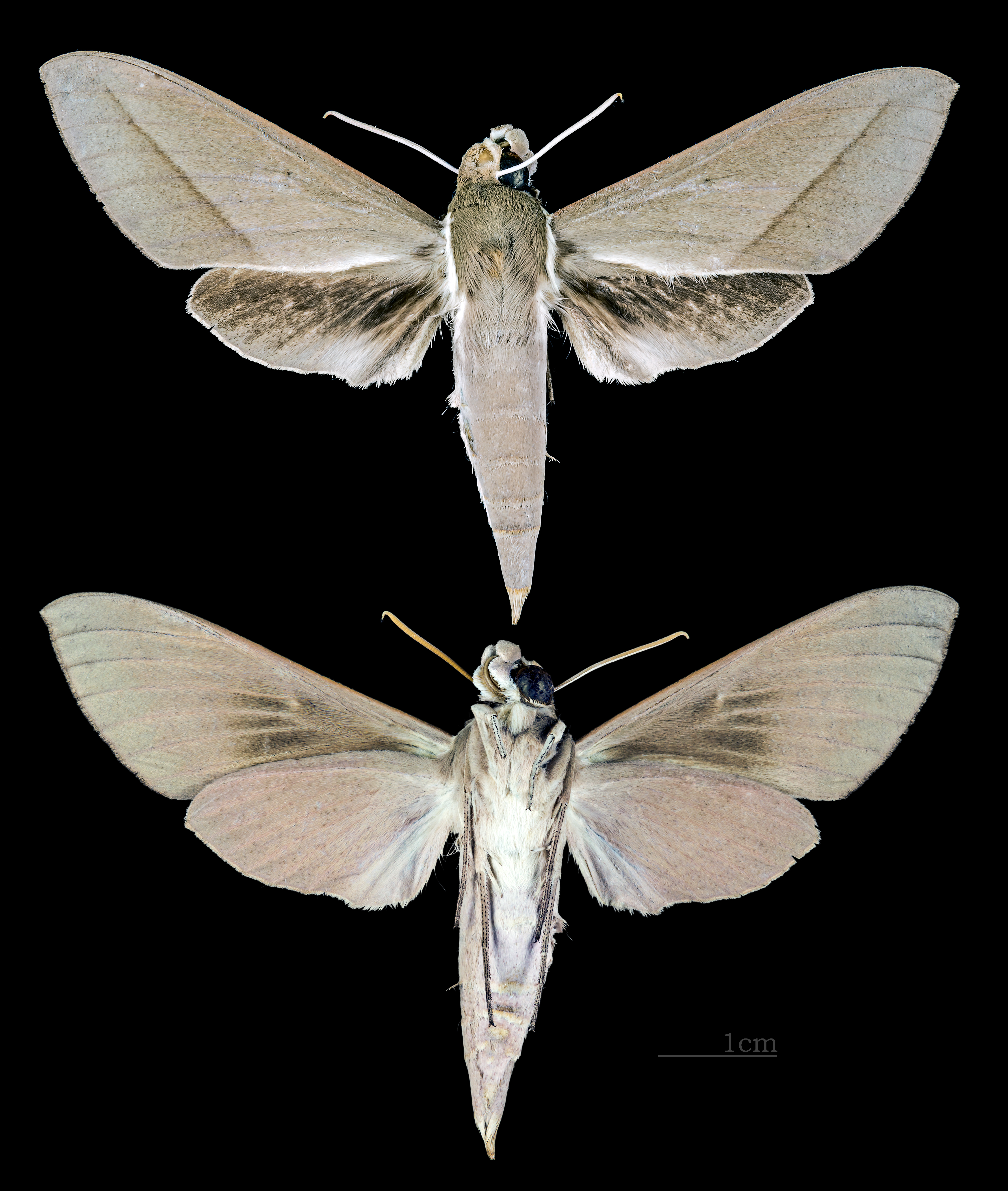
Theretra incarnata
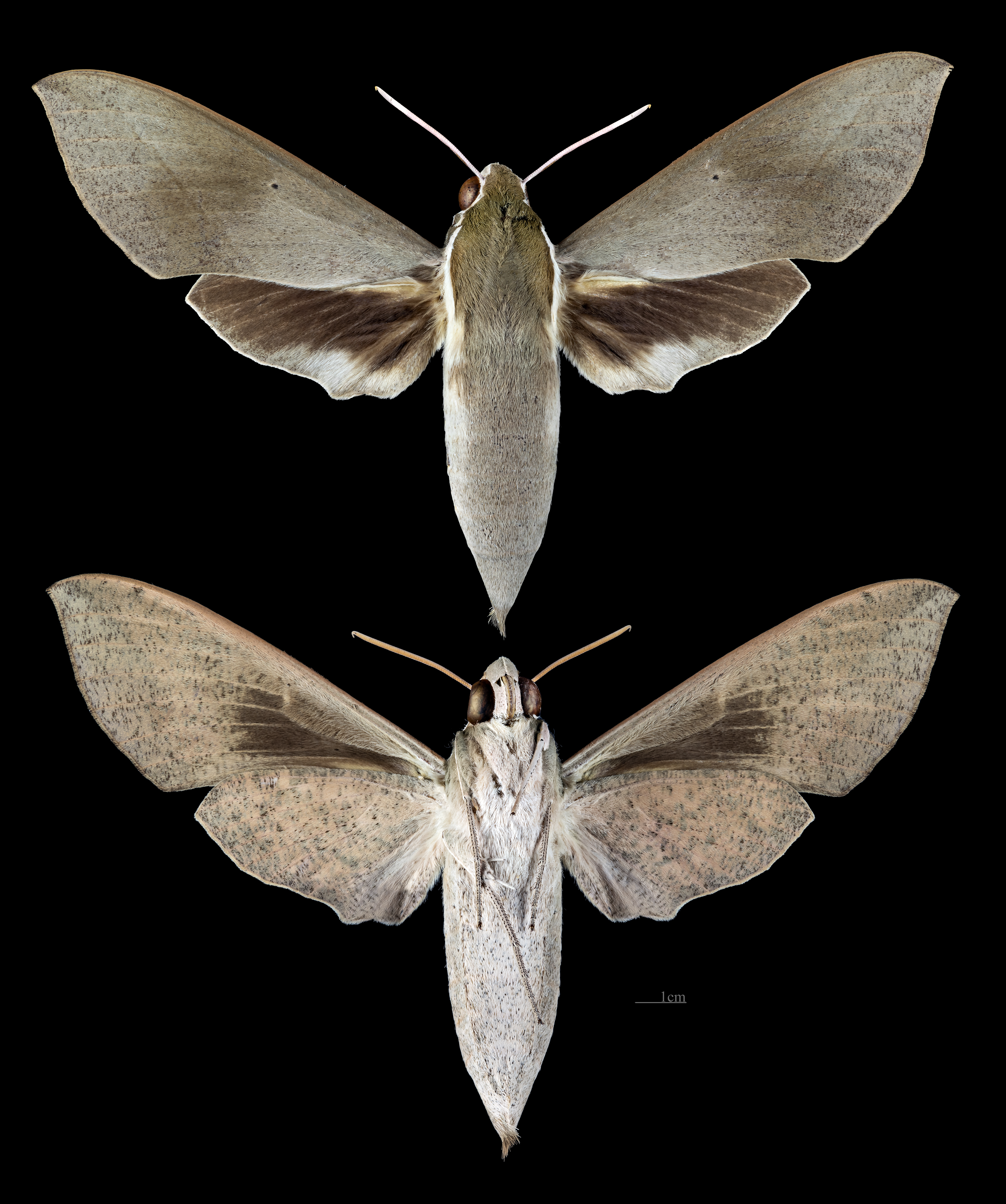
Theretra indistincta
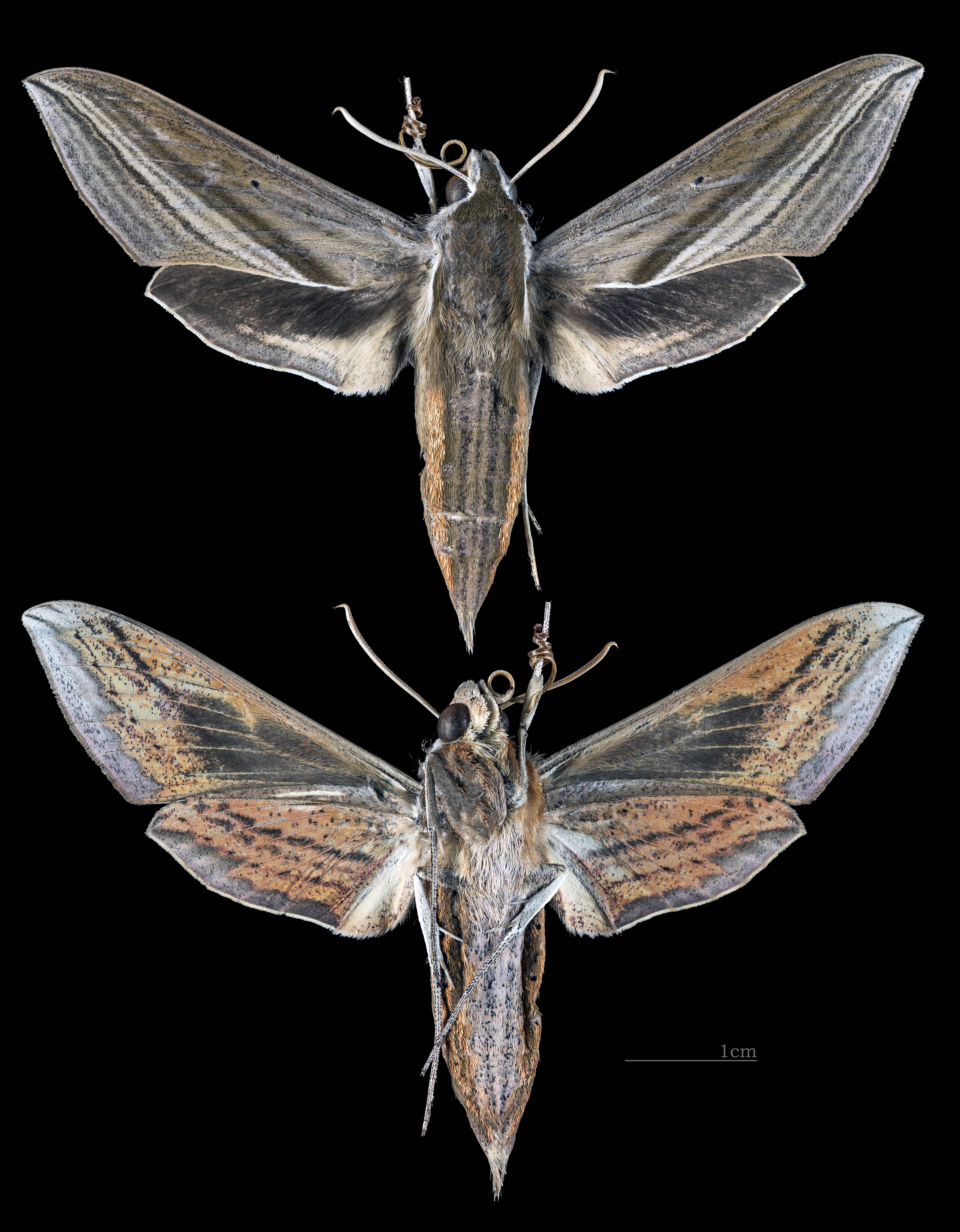
Theretra japonica
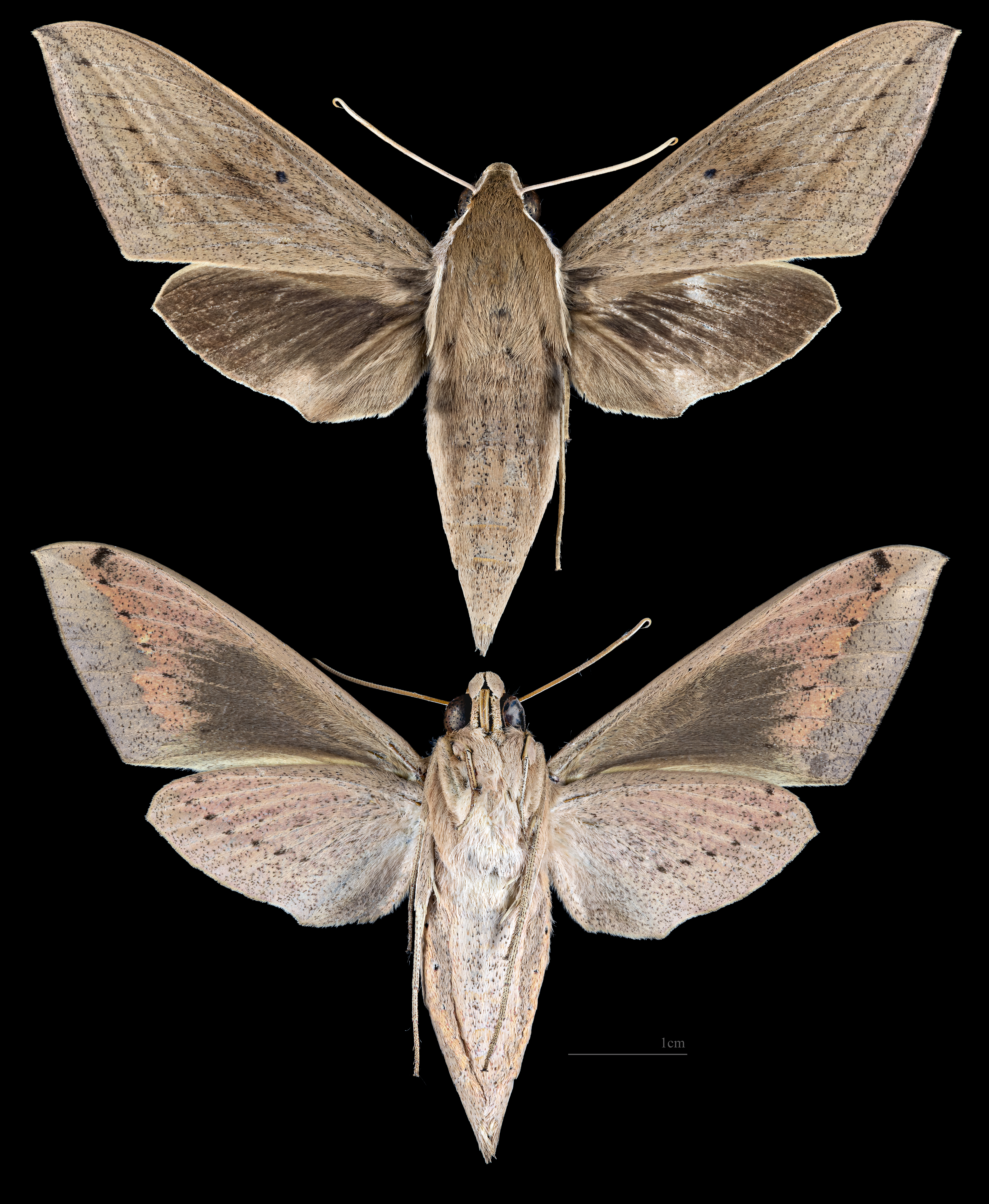
Theretra latreillii
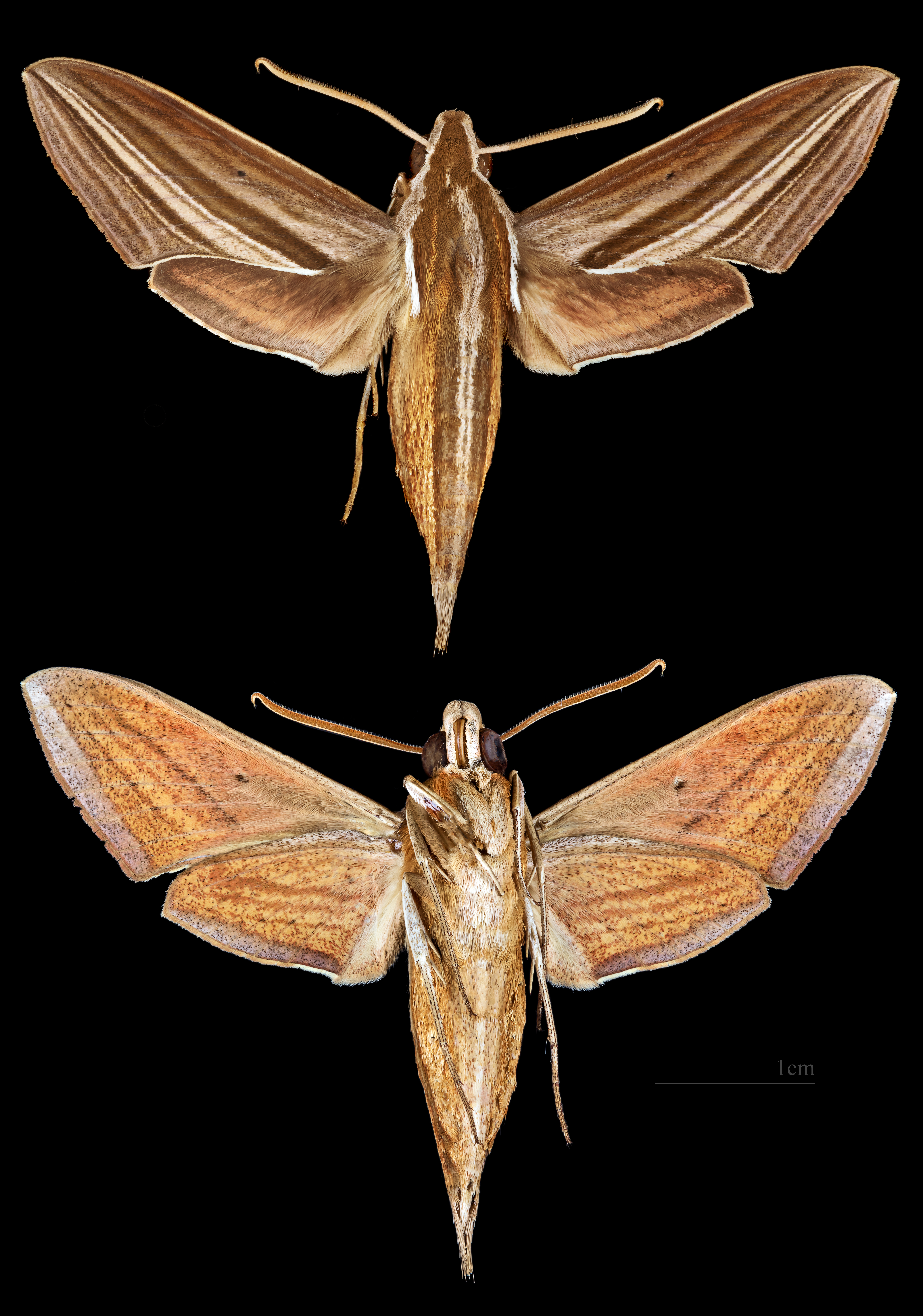
Theretra lycetus
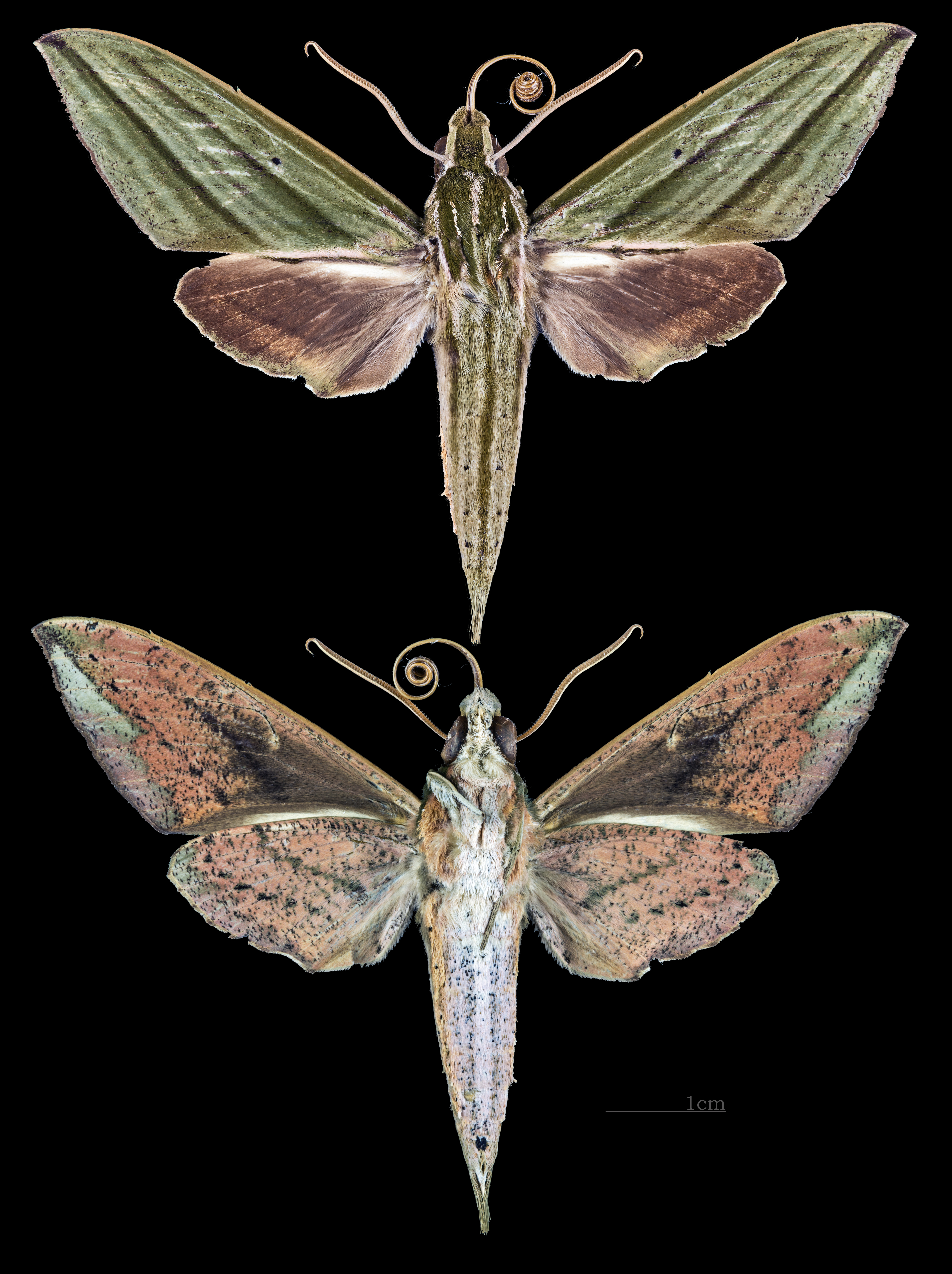
Theretra manilae
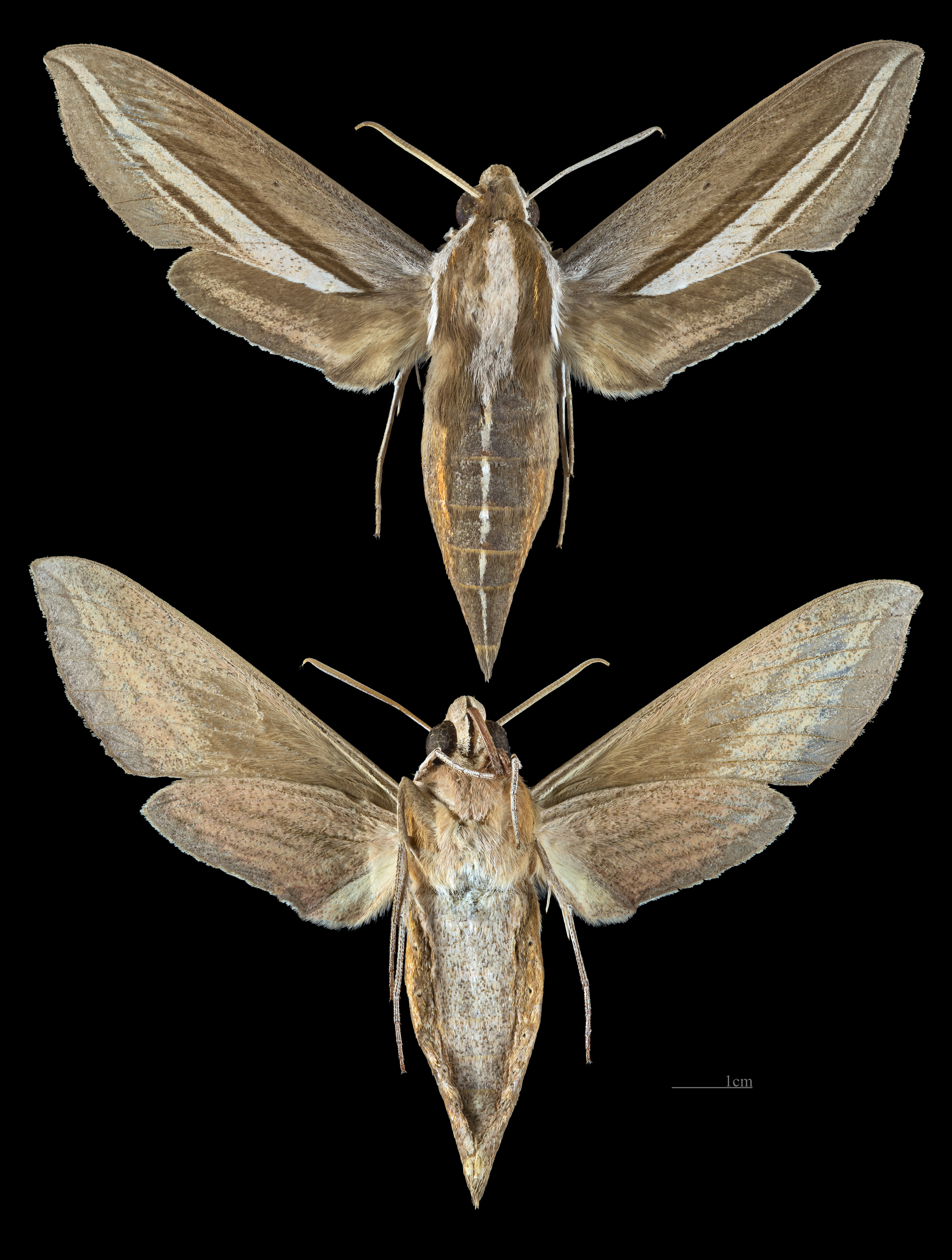
Theretra margarita
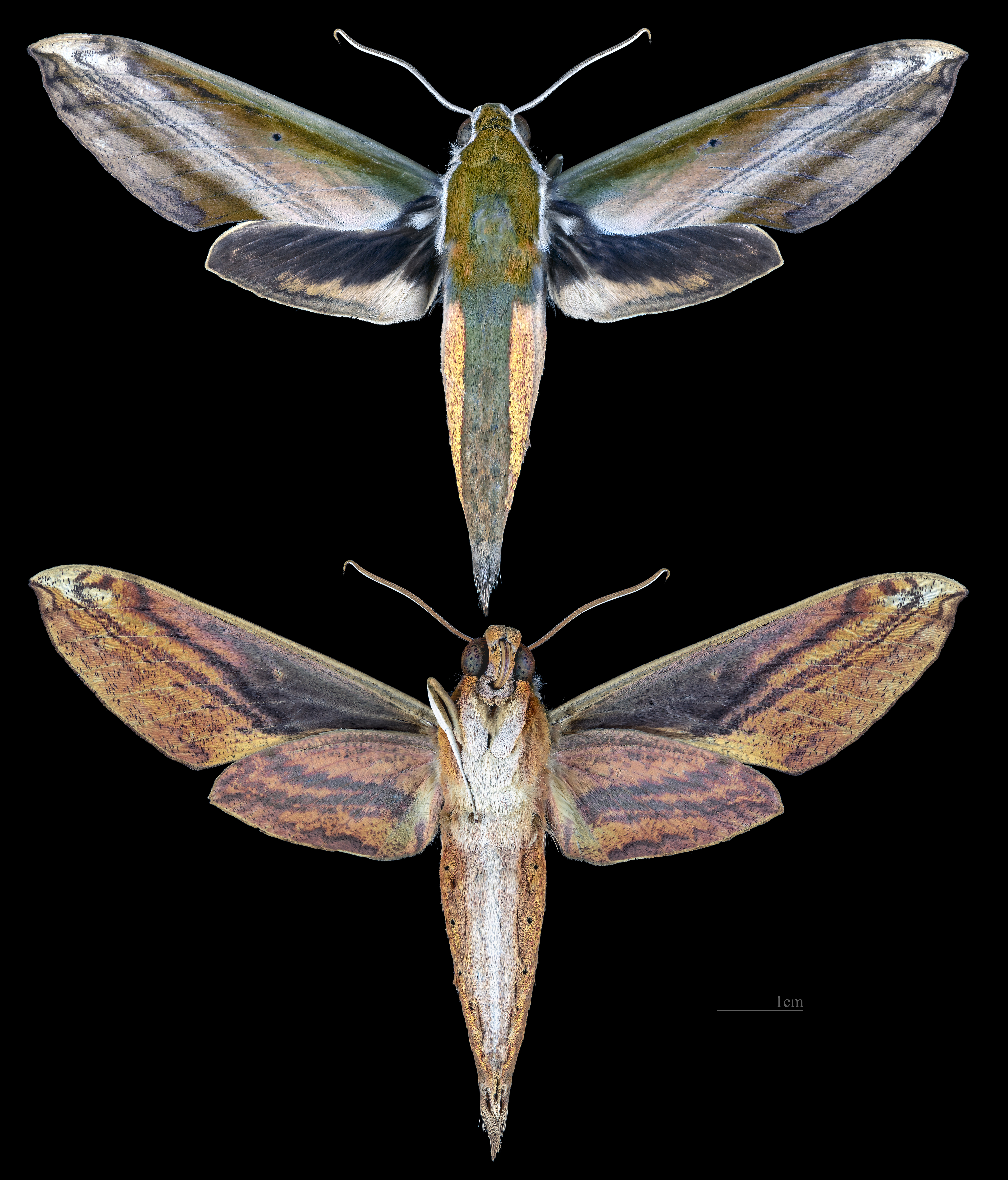
Theretra nessus
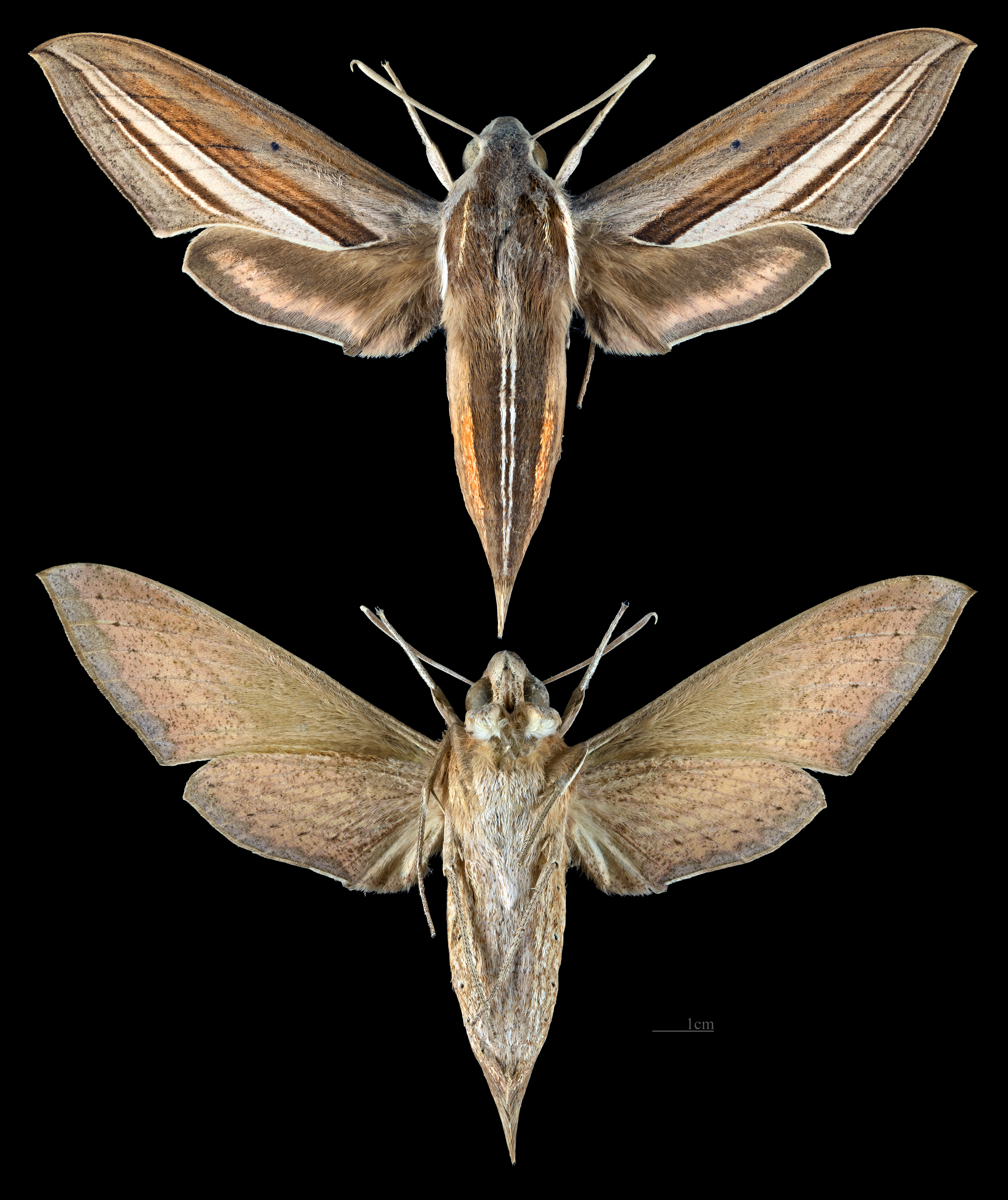
Theretra oldenlandiae
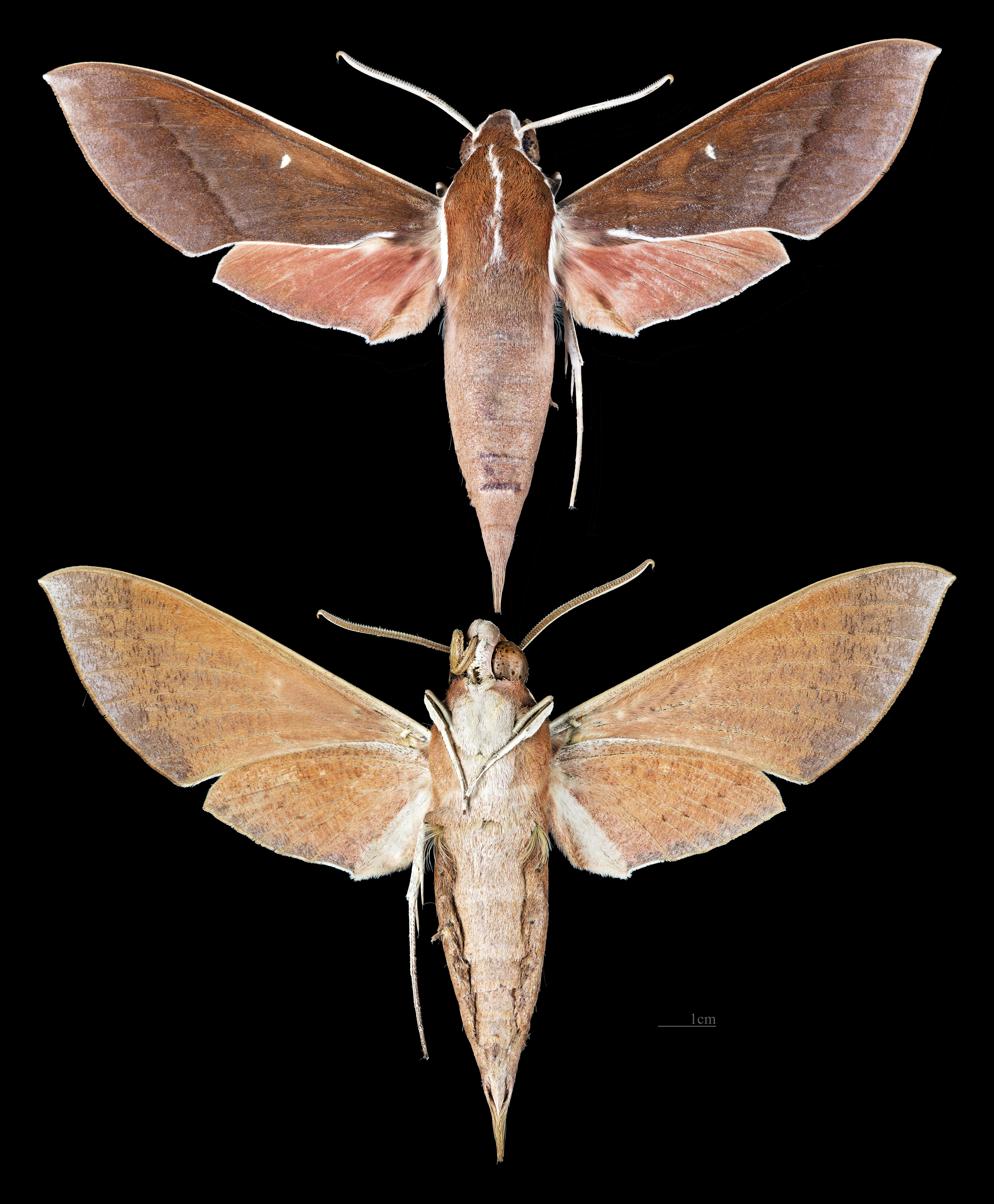
Theretra pallicosta
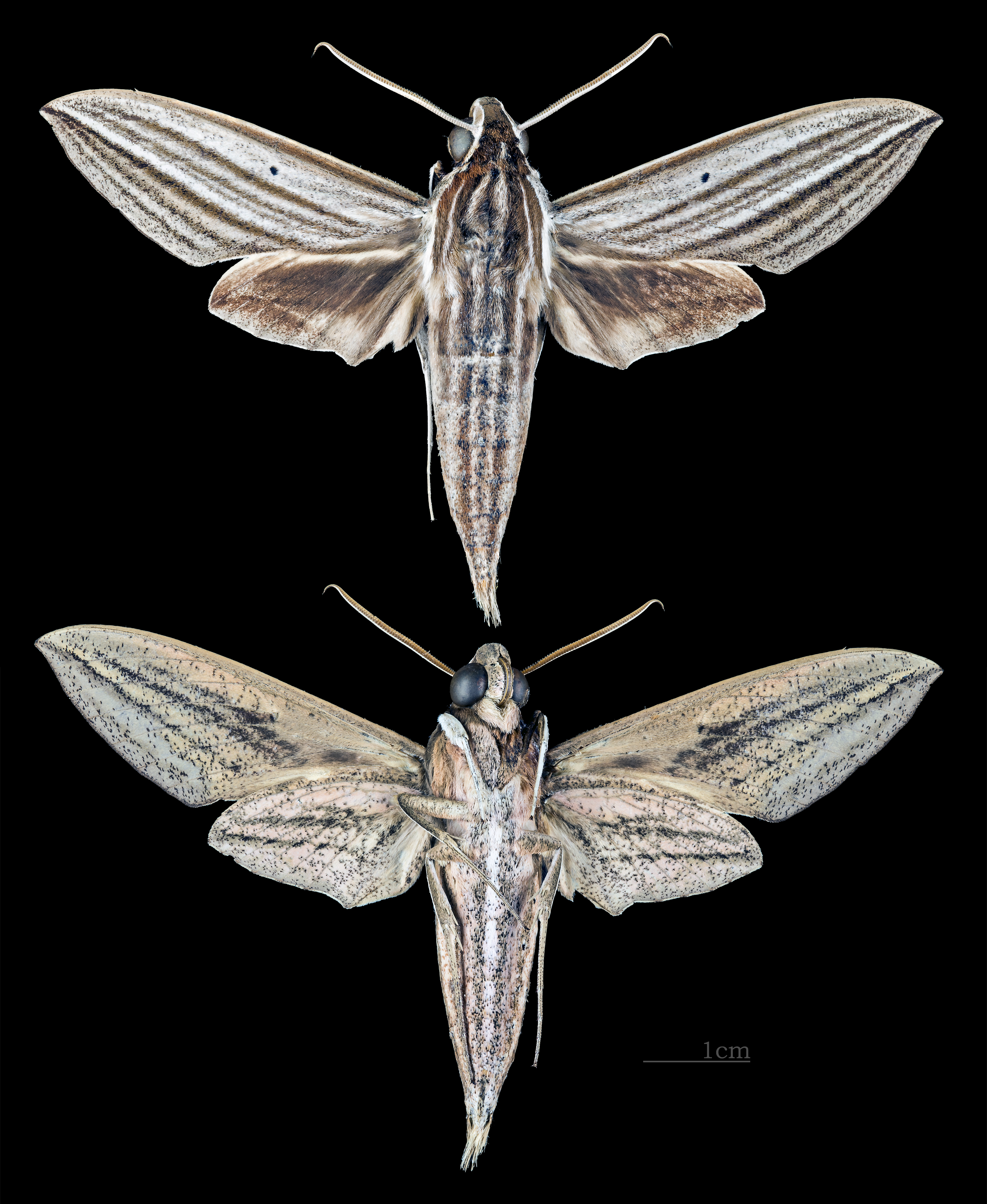
Theretra polistratus
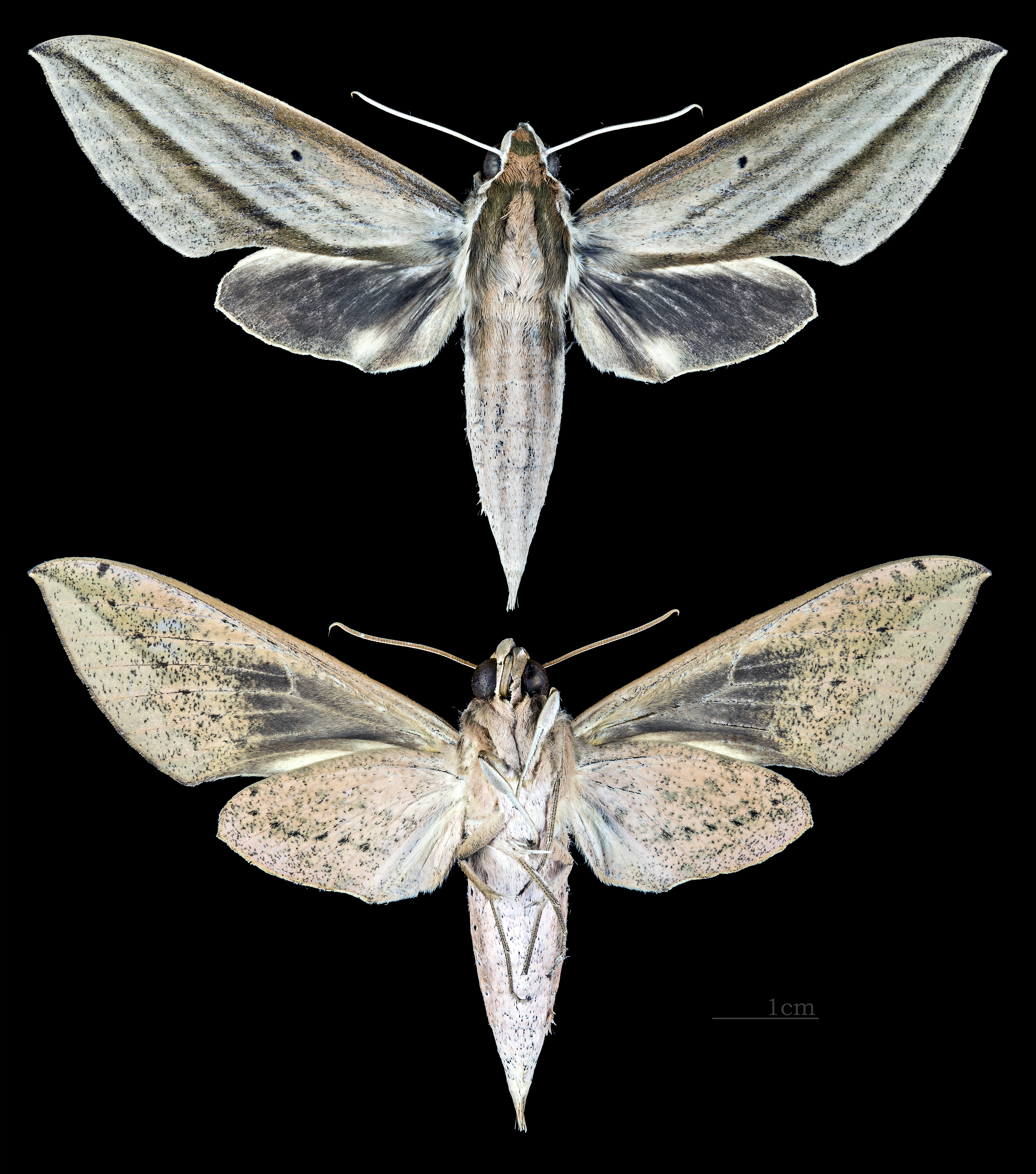
Theretra queenslandi
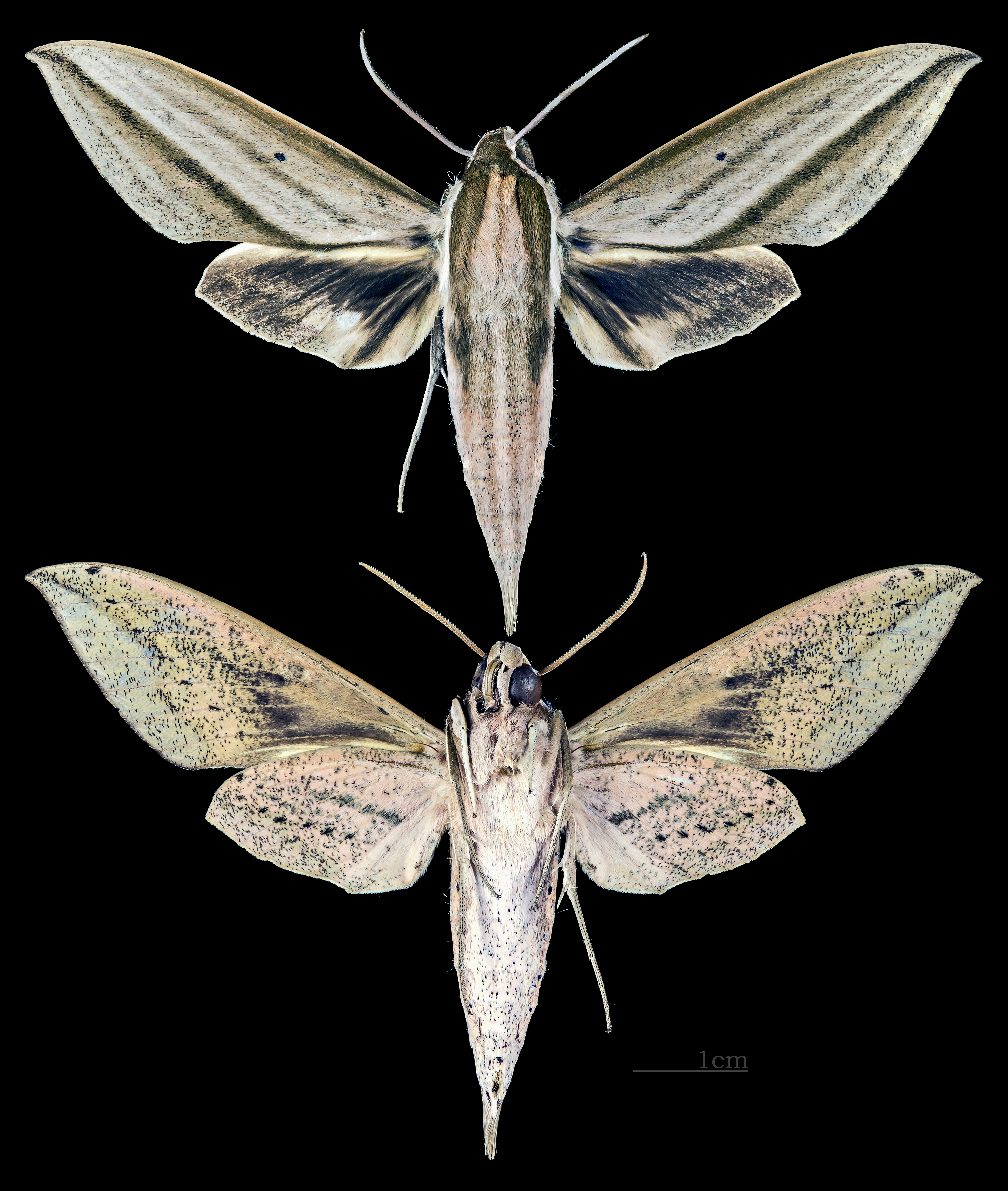
Theretra radiosa
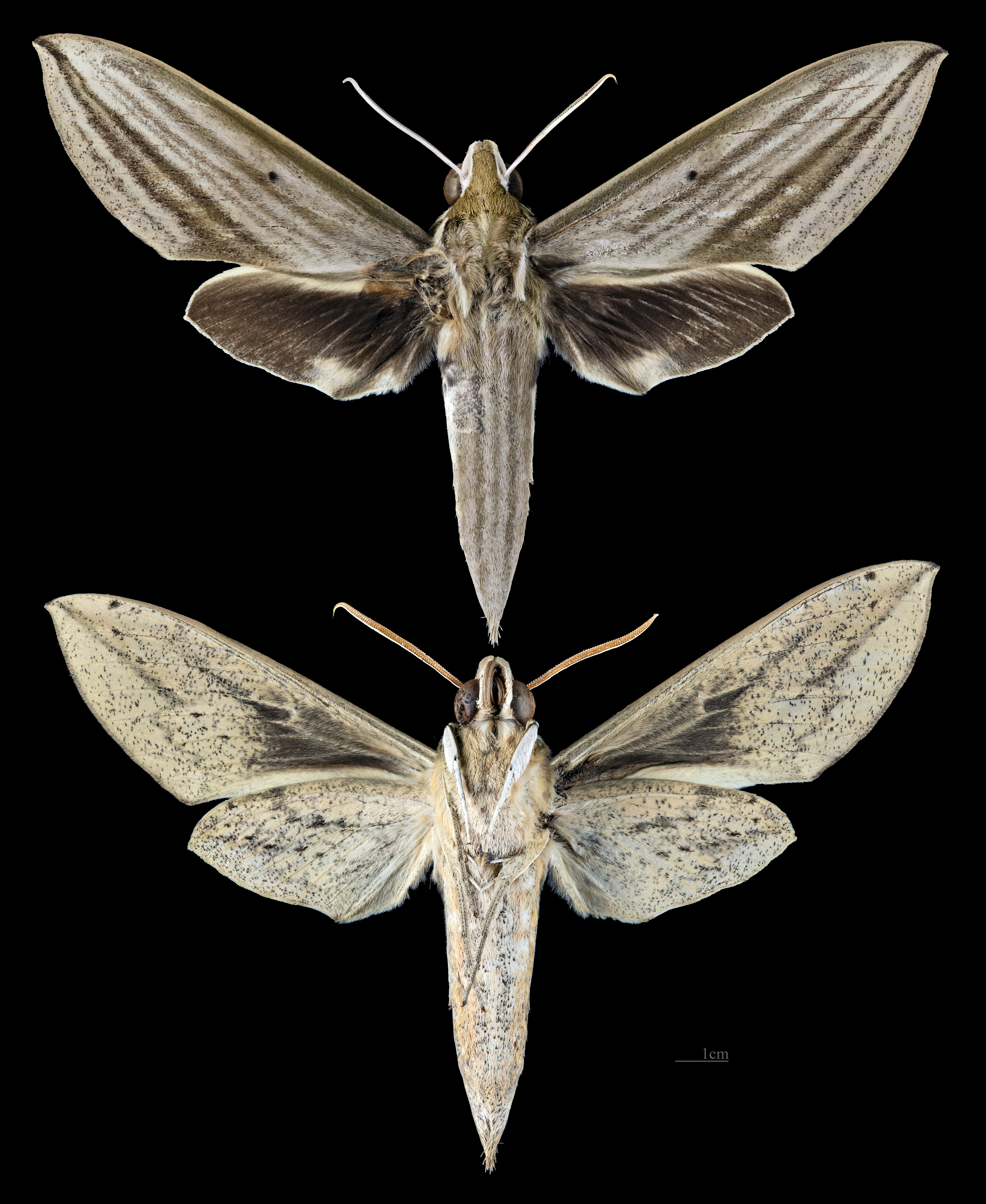
Theretra rhesus
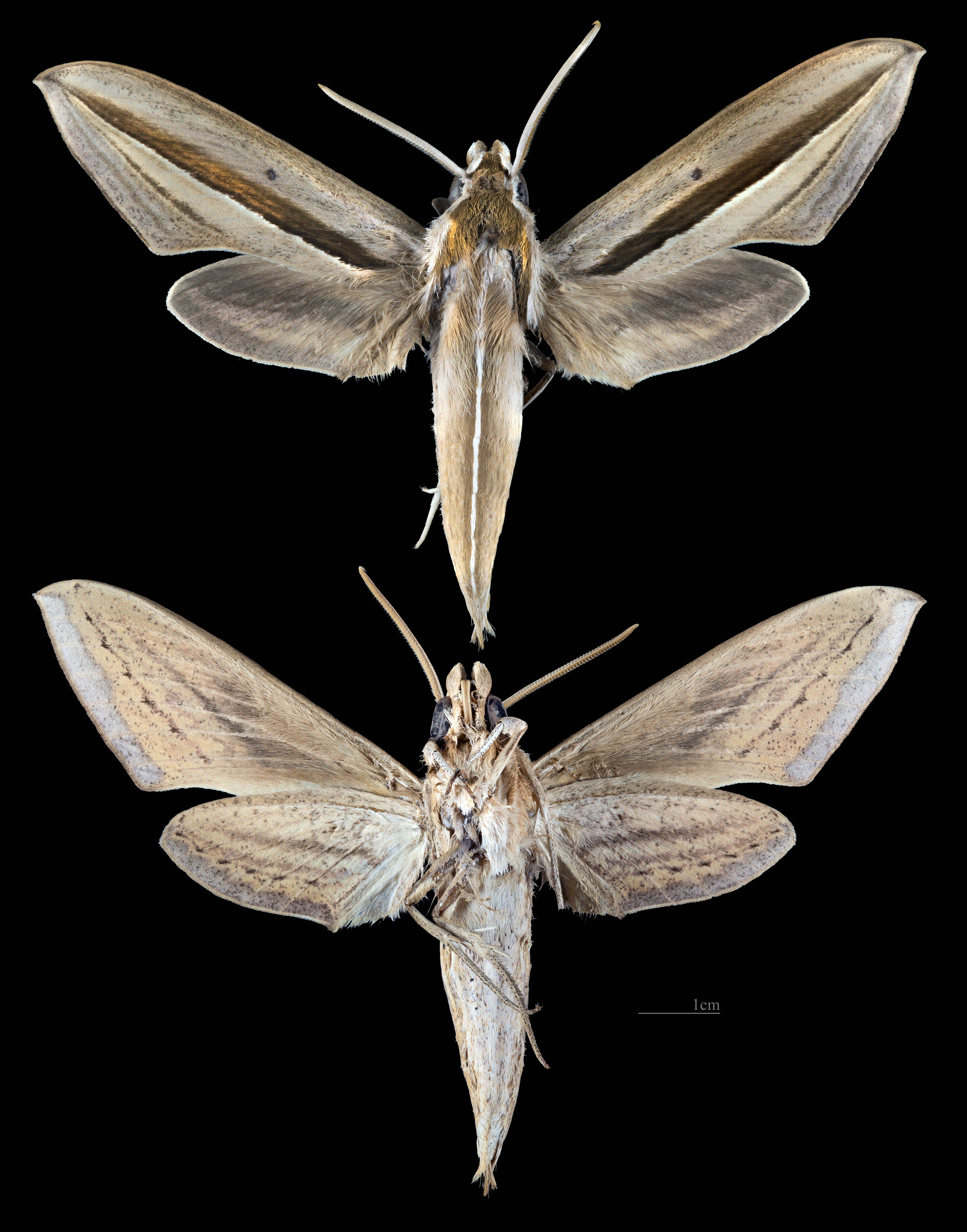
Theretra silhetensis
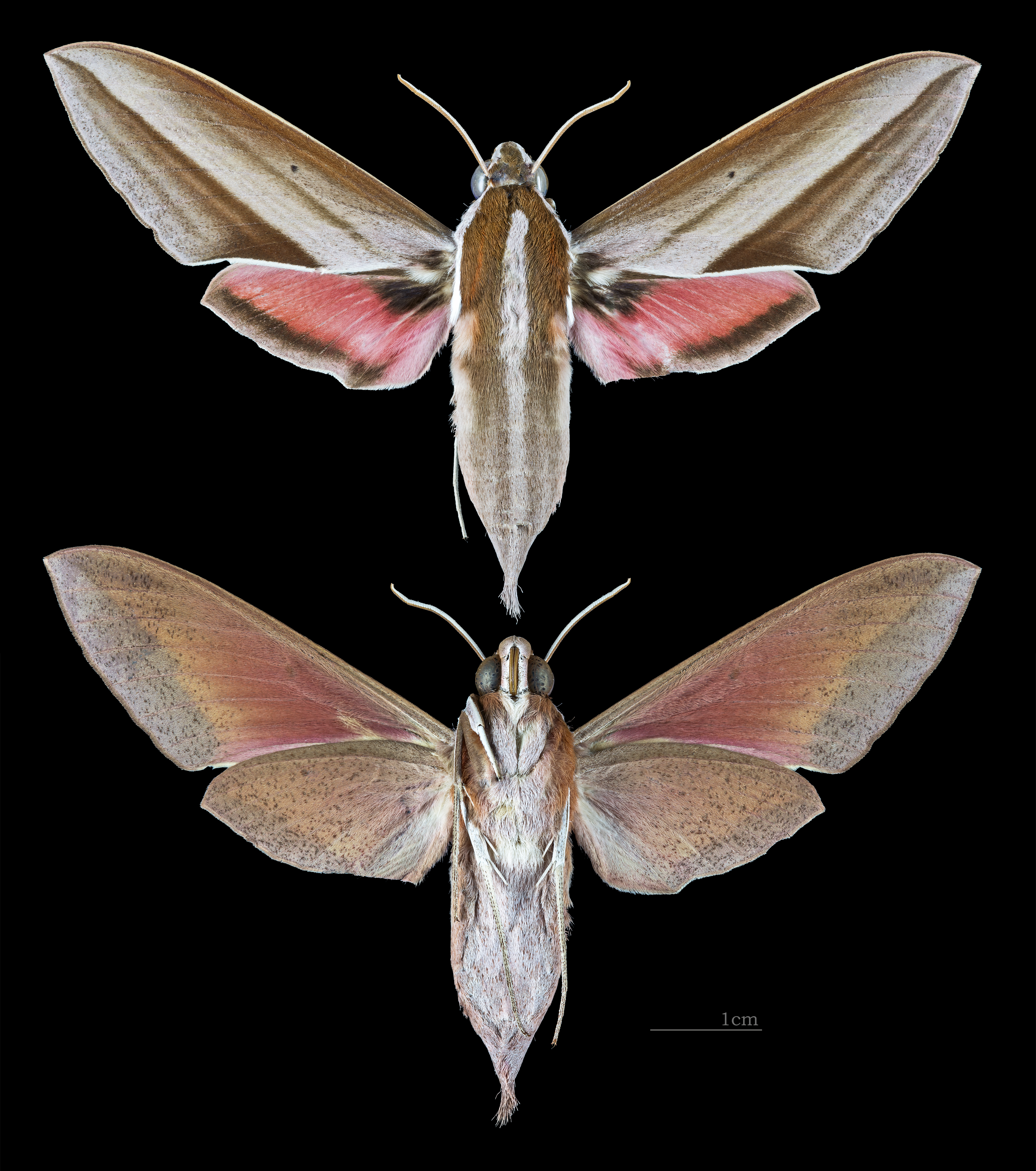
Theretra suffusa
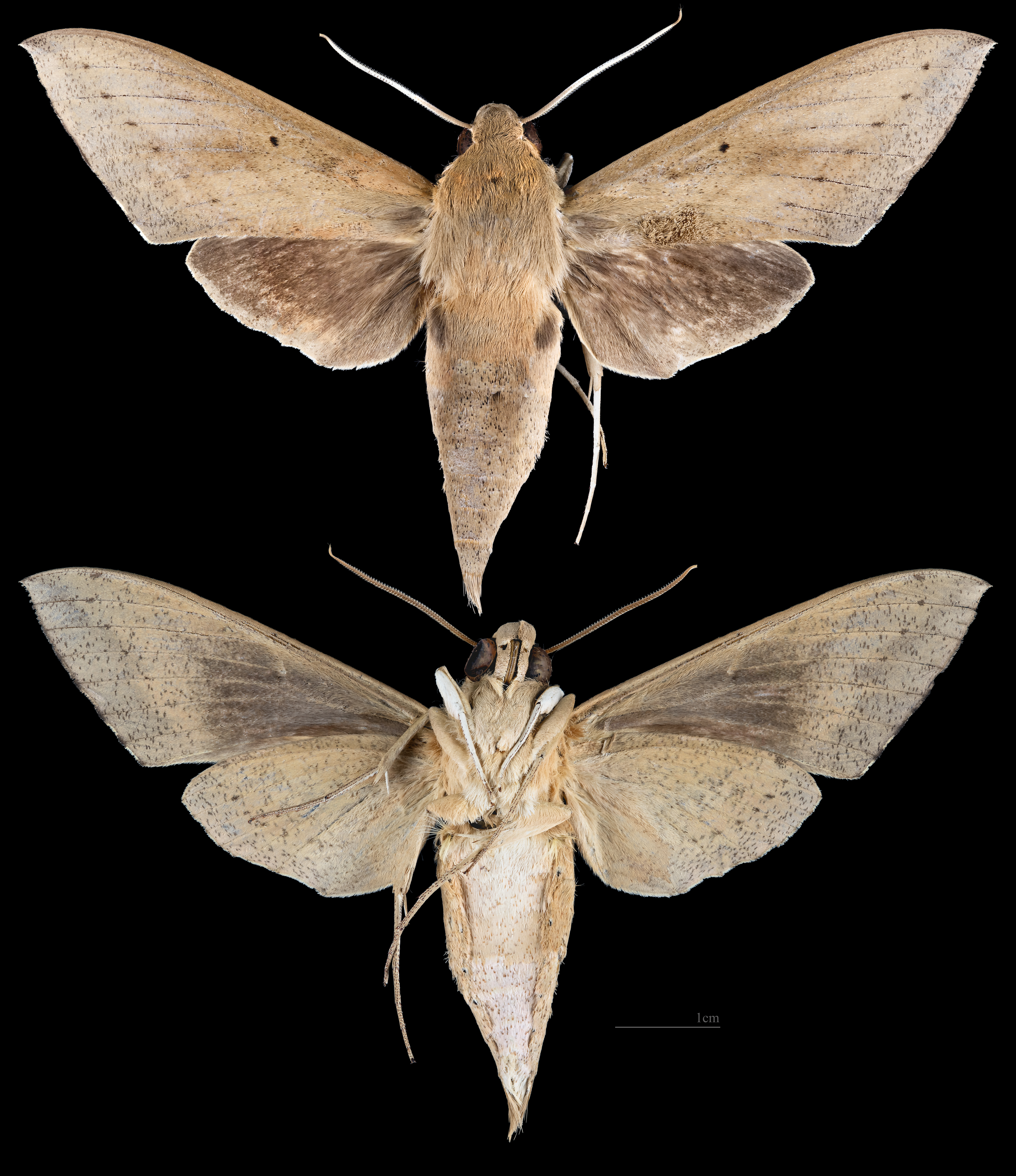
Theretra tryoni